# Aframomum makandensis
Aframomum makandensis är en enhjärtbladig växtart som beskrevs av Dhetchuvi. Aframomum makandensis ingår i släktet Aframomum och familjen Zingiberaceae.
Artens utbredningsområde är Gabon. Inga underarter finns listade i Catalogue of Life.